# 守屋酒造
守屋酒造（もりやしゅぞう）とは、千葉県山武市にある日本酒、純米焼酎を製造する酒蔵。日本酒、純米焼酎と2本立てで営まれており、地酒の製造と販売に従事している。

## 企業概要
- 屋号：守屋酒造株式会社
- 社長：守屋 雅博（代表取締役社長 通称 五代目蔵主）
- 住所：千葉県山武市蓮沼ハ-2929

- キャッチコピー：千葉発日本一の夢

## 代表銘柄 (ブランド)
価格は2007年4月現在、消費税込み
- 千葉の地酒 【舞桜】
  - 純米大吟醸 【舞桜】720 ml： 2,700円
  - 辛口純米【舞桜】720 ml： 1,350円
  - こだわり純米【舞桜】720 ml： 1,2[7円
- 千葉の地酒 【純米大吟醸 しだれ桜】1,800 ml： 5,400円
- 上撰辛口 浪花盛（なにわさかり）1,800 ml： 2,160円
- 純米焼酎 九十九里浜ものがたり25度720 ml：1188円

## 創業・歴史
- 明治年間に山梨県より現住所に移り住む。
- 1893年（明治26年）10月1日創業。
- 1916年（大正 5年）純米焼酎「守正」を発売。
- 1941年（昭和16年）本蔵として　昭和蔵を建設。
- 1943年（昭和18年）創業50周年。
- 1951年（昭和26年）改組。個人商店守屋酒造より、守屋酒造株式会社となる。
- 1957年（昭和32年）清涼飲料水「浪花ジュース（なにわじゅーす）」を発売。43年まで販売する。
- 1968年（昭和43年）四代目蔵主 守屋寿一郎　代表に就任。
- 1983年（昭和58年）千葉県産米による純米大吟醸「しだれ桜」を発売。
- 1987年（昭和62年）県内有数規模の冷蔵庫を併設した仕込み蔵を建設。稼動開始。これにより大型タンクでの貯蔵が可能になり、品質の向上・安定を図る。
- 1990年（平成 2年）級別の廃止に伴い、「千葉の地酒 舞桜」発売。旧銘柄「浪花盛」は、上撰、佳撰として継続的に販売する。
- 1991年（平成 3年）創業100周年プロジェクト「地酒舞桜 百年の雫」を販売開始。
- 1992年（平成 4年）地酒舞桜 酒蔵コンサート開催。
- 1993年（平成 5年）創業100周年。
- 1996年（平成 8年）五代目蔵主 守屋雅博　代表に就任。
- 1997年（平成 9年）地酒舞桜 純米酒の原料米を100%千葉県産米に移行。
- 1998年（平成10年）インターネットによるホームページを開設。
- 2005年（平成17年）原料米を100%千葉県産米に移行。

## ポリシー
「地酒は、地の米、地の水、地の気候風土が醸し、地の人情が育てる酒」
純米酒に力を入れており、千葉県産米100%の清酒作りを行う唯一の酒蔵。
熟成して出す「辛口純米酒（純米原酒）舞桜」は、酒蔵来店者に最も人気がある。

## 酒蔵について
1941年（昭和16年）建設。白壁を利用した木造作り。1992年より酒蔵コンサートが開催されており、ステージ横には、現在も使用しているタンクがある。その後方には、染め抜きの大きな「地酒」の文字が見られる。広さ12間×4間の約50坪。その他、昭和後期建設の蔵もある。